# Улица Хиландарска
| Хиландарска · улица | Хиландарска · улица   |
| ------------------- | --------------------- |
|                     |                       |
| Општина             | Стари Град            |
| Почетак             | Трг политике Цетињска |
| Крај                | Палмотићева           |
| Дужина              | 350 m                 |
| Названа             | 1872.                 |
| Стари називи        | Хилендарска           |
|                     |                       |
|                     |                       |
| Хиландарска улица   |                       |

Улица Хиландарска је улица у Старом граду у Београду. Простире се од Трга политике и Цетињске улице до Палмотићеве улице. То је прилично прометна улица дуга 350 m, некада улица лекара и писаца. У њој претеже класични и сецесијски стил.

## Име улице
Прво именовање београдских улица је било 1848. године. Хиландарска улица је добила своје име 1872. године и она се тада називала Хилендарском улицом. Често се напомиње да она никада није мењала свој назив. Међутим, постоји недоумица међу београдским становницима да ли се она зове Хиландарска или Хилендарска улица. И у литератури се користе оба ова имена мада је правилно само прво име јер је названа по манастиру Хиландару. Разлог томе може се видети у самој улици. Наиме, већина табли са парним бројевима, на десној страни ако се пође од зграде Радио Београда, носи натпис Хилендарска улица, док су све табле са леве стране где су непарни бројеви означене као Хиландарска улица. До половине осамдесетих година 20. века на свим таблама у овој улици је писало Хилендарска улица, и онда је натпис промењен у Хиландарска, али омашком Републичког геодетског завода није било доследности у овој промени тако да је стари назив остао на десној страни улице.

## Историја
На месту данашњег Радио Београда у 19. веку па све до двадесетих година XX века налазило се неколико старих зграда које су припадале занатлији Јовану Кујунџићу, оцу Милана Кујунџића Абердара и тасту Стојана Новаковића. Од ових кућа полазиле су две уличице од којих је већа данашња Светогорска а мања данашња Хиландарска улица испод које се, све до данашњег Булевара деспота Стефана, простирала Митрополитова башта која је обухватала и данашњу Ботаничку башту па су по њој називали цео овај крај. На њеном простору никла је културно-историјска целина Копитарева градина чији су трг и 16 приземних кућа у стилу неоренесансе и необарока изграђени у првој деценији XX века. Део Хиландарске улице је заједно са улицама Ђуре Даничића, Јелене Ћетковић и Шафарикове омеђивао овај мали трг. Назив Копитарева градина овај крај добија тек 1924. године, по Јернеју Копитару, а дотле се зове Митрополитова башта. Након 1920. су на једном остатку Митрополитове баште руске избеглице подигле кафану „Летњи сад” у коју је долазило углавном руско становништво. Кујунџићи су 1912. године продали плац са чувеном кафаном „Два бела голуба” Трговачкој комори да би се на том месту саградио Занатски дом који ће због Првог светског рата бити отворен тек 1933. године. Према уговору, фигура два бела голуба је морала остати на новој згради, те тако данашњу зграду Радио Београда која је од 1947. смештена у бившем Занатском дому красе голубови које је вајар Лукачек спојио са својом композицијом „Ковач”. У Занатском дому радио је биоскоп „Авала”, и били су смештени многи ресторани, једна кафана и хотел у којем је живео песник и боем Раде Драинац. На углу Видинске (данашње Улице Џорџа Вашингтона) и Хиландарске улице, преко пута куће песника Јована Илића, постојала је крајем XIX све до шездесетих година XX века кафана код „Седам Шваба”, касније преименована у „Видин-капију” у којој се окупљала београдска интелигенција. На вратима те кафане Ђура Јакшић је насликао „седам Шваба како су храбро атакирали на једнога зеца”. Ту су неретко свраћали Јованови синови Војислав и Драгутин. Улицом Хиландарском често је шетао и Јован Цвијић који је живео у оближњој Копитаревој градини. У близини „Седам Шваба”, у броју 34, у кући која више не постоји живео је прота Ђока Цветковић а касније његов син Брана Цветковић. Хиландарска улица је у то време била покривена турском калдрмом и слабо осветљена, имала је само три фењера, на почетку, у средини и на крају улице. Овде је рођен и Милутин Бојић, коме је због тога подигнут споменик у близини, на углу Палмотићеве и улице која је добила име по њему, а у кући у броју 7 која данас има истакнуту спомен таблу живео је Лаза Лазаревић.

## Хиландарском улицом

### бр. 1
Трговачка школа се налази на углу Цетињске и Хиландарске улице у Палати Кики. Подигнута је 1939. године према пројекту архитекте Драгомира Живојиновића као задужбина трговачке породице Кики, Николе и Евгеније. О томе сведочи натпис видљив са Трга политике.

### бр. 2
Од 1947. у Хиландарској бр. 2 у некадашњем Занатском дому смештен је Радио Београд. Занатски дом је основан са намером да се у њему уједине све занатске установе. Подигнут је на месту некадашње кафане „Два бела голуба” по којој се некада звала Светогорска улица. Пројекат је направио Данило Владисављевић, да би га касније преузео архитекта Богдан Несторовић. Изградња зграде Занатског дома је трајала од 1914. до 1933. јер је често прекидана због ратова. Ова зграда полукружног облика је пример модерне сведене архитектуре без сувишних украса. Уврштена је у непокретна културна добра као споменик културе.

### бр. 6
Бициклистички савез Београда је смештен на броју 6. У октобру сваке године он организује велику бициклистичку трку под називом Велика награда Београда.

### бр. 7
Кућа Лазе Лазаревића налази се у Хиландарској улици број 7. Архитектура ове куће је мешавина више стилова, од којих су најприметнији елементи неоренесансе и српско-византијског стила. Писац и лекар Лаза К. Лазаревић ју је купио 1887. и провео у њој последње године живота. На фасади ове куће Српско лекарско друштво је поставило спомен плочу за стогодишњицу Лазиног рођења 1951. године. У овој кући је од 2002. године смештено дечје одељење Библиотеке града Београда „Чика Јова Змај” које је затворено 7. новембра 2017. „због лошег стања објекта и угрожене безбедности корисника”.

### бр. 9
На углу са Улицом Ђуре Даничића налази се зграда Бразилског конзулата за коју се дуго није знало да ли је подигнута 1907. или 1910. године, по нацрту архитекте Драгутина Ђорђевића или Милана Антоновића.
Утврђено је да је зграда подигнута као породична кућа Драгољуба Антоновића, брата Милана Антоновића, а Милан ју је пројектовао у стилу сецесије 1907. године.

### бр. 11
Приземна кућа архитекте Милана Антоновића на на броју 11 у стилу је сецесије и необарока. Антоновић је израдио планове за њену изградњу и подигао је 1900. године.

### бр. 15
На углу са Улицом Јелене Ћетковић Српско лекарско друштво поставило је још једну спомен-плочу посвећену Миленку Матерном (1875—1929), једном од првих српских педијатара, учеснику у балканском и Првом светском рату. Кућа на којој је спомен плоча је првобитно била једноспратница са гипсаним штукатурама у стилу сецесије а данас има још два спрата. Пројектовали су је Стојан Тителбах и Андра Стевановић. Изграђена је 1910. године.

### бр. 30
На кућу у којој је живео Милан Кашанин 21. фебруара 2012. постављена је спомен плоча насупрот месту на којем је некада била кафана Видин-капија коју је Кашанин посећивао. Од априла 2018. Кашанин има и улицу надомак Хиландарске.

## Суседне улице
Хиландарска улица почиње од Трга Политике, недалеко од кафане „Шуматовац”, зградом Радио Београда, и пружа се до Палмотићеве и Улице Џорџа Вашингтона. Унеколико је паралелна са Светогорском са којом дели зграду Радио Београда и са којом је везују Влајковићева и Палмотићева улица. Паралелна је и са Булеваром деспота Стефана са којим је повезана улицама Цетињском и Ђуре Даничића. Са Улицом Џорџа Вашингтона повезана је улицама Јелене Ћетковић и Палмотићевом. У непосредној близини налазе се Музеј Јована Цвијића и Ботаничка башта „Јевремовац”.

## Галерија
- Конзулат Републике Јерменије
- Поглед на Хиландарску улицу са Трга политике
- Угао Хиландарске и Улице Јелене Ћетковић
- Хиландарска улица, спој старог и новог
- Хиландарска улица, поглед из Палмотићеве
- Спомен плоча Милану Кашанину, Хиландарска